# Barytettix crassus
Barytettix crassus är en insektsart som beskrevs av Scudder, S.H. 1897. Barytettix crassus ingår i släktet Barytettix och familjen gräshoppor. Inga underarter finns listade i Catalogue of Life.